# Enrique Mateos
Enrique Mateos Mancebo, né le 15 juillet 1934 à Madrid et mort le 6 juillet 2001 à Séville est un footballeur international espagnol.

## Palmarès
- Champion d'Espagne en 1954, 1955, 1957, 1958 et 1961 avec le Real Madrid.
- Vainqueur de la Coupe des clubs champions européens en 1957 et 1959 avec le Real Madrid.
- Finaliste de la Coupe d'Espagne en 1958 et 1961 avec le Real Madrid, en 1962 avec le FC Séville